# Everyday I Love You Less and Less
Everyday I Love You Less and Less is een single van de Engelse indierockband Kaiser Chiefs. De single kwam uit op 16 mei 2005 via het B-Unique label. Het nummer haalde het tot #10 in de Engelse hitlijsten, de tweede keer dat de Kaiser Chiefs de Top 10 haalden.
Het nummer komt voor in de film Run, Fat Boy, Run uit 2007.

## Nummers
Alle muziek en teksten zijn geschreven door Kaiser Chiefs. 
| Nr. | Titel                                                        | Duur |
| --- | ------------------------------------------------------------ | ---- |
| 1.  | Everyday I Love You Less and Less (Mark "Spike" Stent Remix) |      |
| 2.  | The Letter Song                                              |      |

| Nr. | Titel                                                        | Duur |
| --- | ------------------------------------------------------------ | ---- |
| 1.  | Everyday I Love You Less and Less (Mark "Spike" Stent Remix) |      |
| 2.  | Another Number (Cover van The Cribs)                         |      |

| Nr. | Titel                                                        | Duur |
| --- | ------------------------------------------------------------ | ---- |
| 1.  | Everyday I Love You Less and Less (Mark "Spike" Stent Remix) |      |
| 2.  | Seventeen Cups                                               |      |
| 3.  | Not Surprised                                                |      |
| 4.  | Everyday I Love You Less and Less (Video)                    |      |

## Single Top 100
| "Everyday I Love You Less and Less" in de Nederlandse Single Top 100 - binnen: 06-08-2005 | "Everyday I Love You Less and Less" in de Nederlandse Single Top 100 - binnen: 06-08-2005 | "Everyday I Love You Less and Less" in de Nederlandse Single Top 100 - binnen: 06-08-2005 | "Everyday I Love You Less and Less" in de Nederlandse Single Top 100 - binnen: 06-08-2005 | "Everyday I Love You Less and Less" in de Nederlandse Single Top 100 - binnen: 06-08-2005 | "Everyday I Love You Less and Less" in de Nederlandse Single Top 100 - binnen: 06-08-2005 | "Everyday I Love You Less and Less" in de Nederlandse Single Top 100 - binnen: 06-08-2005 | "Everyday I Love You Less and Less" in de Nederlandse Single Top 100 - binnen: 06-08-2005 |
| Week                                                                                      | 1                                                                                         | 2                                                                                         | 3                                                                                         | 4                                                                                         | 5                                                                                         | 6                                                                                         | 7                                                                                         |
| ----------------------------------------------------------------------------------------- | ----------------------------------------------------------------------------------------- | ----------------------------------------------------------------------------------------- | ----------------------------------------------------------------------------------------- | ----------------------------------------------------------------------------------------- | ----------------------------------------------------------------------------------------- | ----------------------------------------------------------------------------------------- | ----------------------------------------------------------------------------------------- |
| Nummer                                                                                    | 84                                                                                        | 52                                                                                        | 66                                                                                        | 79                                                                                        | 88                                                                                        | 87                                                                                        | 97                                                                                        |